# Guido Bodländer
Guido Bodländer (31. července 1855 – 25. prosince 1904) byl německý chemik. Po ukončení studia na Vratislavské univerzitě (1882) se stal asistentem Moritze Traubera v jeho laboratoři ve Vratislavi. Po ukončení spolupráce začal Bodländer pracovat na farmakologickém institutu v Bonnu a na fyzikálně–chemickém institutu v Göttingenu. V roce 1899 se stal profesorem chemie v Braunschweigu a později působil jako následovník Walther Nernsta na katedře fyzikální chemie Univerzity v Göttingenu.
Známý je díky své práci na poli valenční teorie na základě elektrických afinit. Spolu s Richardem Abeggem také vynalezl gravimetr.

## Odborné práce
- POGGENDORFF, J. C.: Biographisch-literarisches Handwörterbuch zur Geschichte der exakten Wissenschaften. Bd. 4 (1904) 141
- TRÖGER, J.: Guido Bodländer. Naturw. Rundschau 20 (1905) 78-79
- NERNST, W.: Bodländers Wirken, Zeitschrift für Elektrochemie 11 (1905) 157-161
- Alfred Coehn. Guido Bodländer. Berichte der deutschen chemischen Gesellschaft. 1905, roč. 38, čís. 4, s. 4263–4290. doi:10.1002/cber.190503804111.
- Jahresbericht (1878) des Gymnasiums St. Maria-Magdalena zu Breslau